# 언어 교체
언어 교체(言語交替, language shift)는 언어공동체가 사용하는 언어가 다른 언어로 바뀌는 현상이다. 언어 전환(language transfer)이나 언어 대체(language replacement)라고도 한다.
방언이라기보다 다른 언어에 가까울 정도로 나라안에서 언어 차이가 컸던 프랑스는 언어 전이를 통해 대부분이 프랑스어를 쓰는 국가가 되었다. 중국에서는 점점 더 많은 사람들이 표준중국어를 사용하는 추세이다. 터키의 경우 엘리트 튀르크어 사용자 계층이 터키어를 아나톨리아에 퍼트렸다고 추측된다.

## 같이 보기
- 언어 사멸
- 언어제국주의
- 제2언어
- 오크어